# 王瑜 (萬曆進士)
王瑜（1559年—？年），號筆山，四川成都府華陽縣人，治《詩經》五房。

## 生平
己未年三月二十日生。中式萬曆四年（1576年）丙子科四川鄉試舉人，萬曆十七年己丑科會試三百十二名，未殿试，年三十四歲中式萬曆二十年（1592年）壬辰科第三甲第一百三十九名進士。二十一年授河南新野縣知縣。二十六年丁憂，卒。

## 家族
曾祖王德昂；祖王紞；父王文翰。